# Hahn-Gruppe

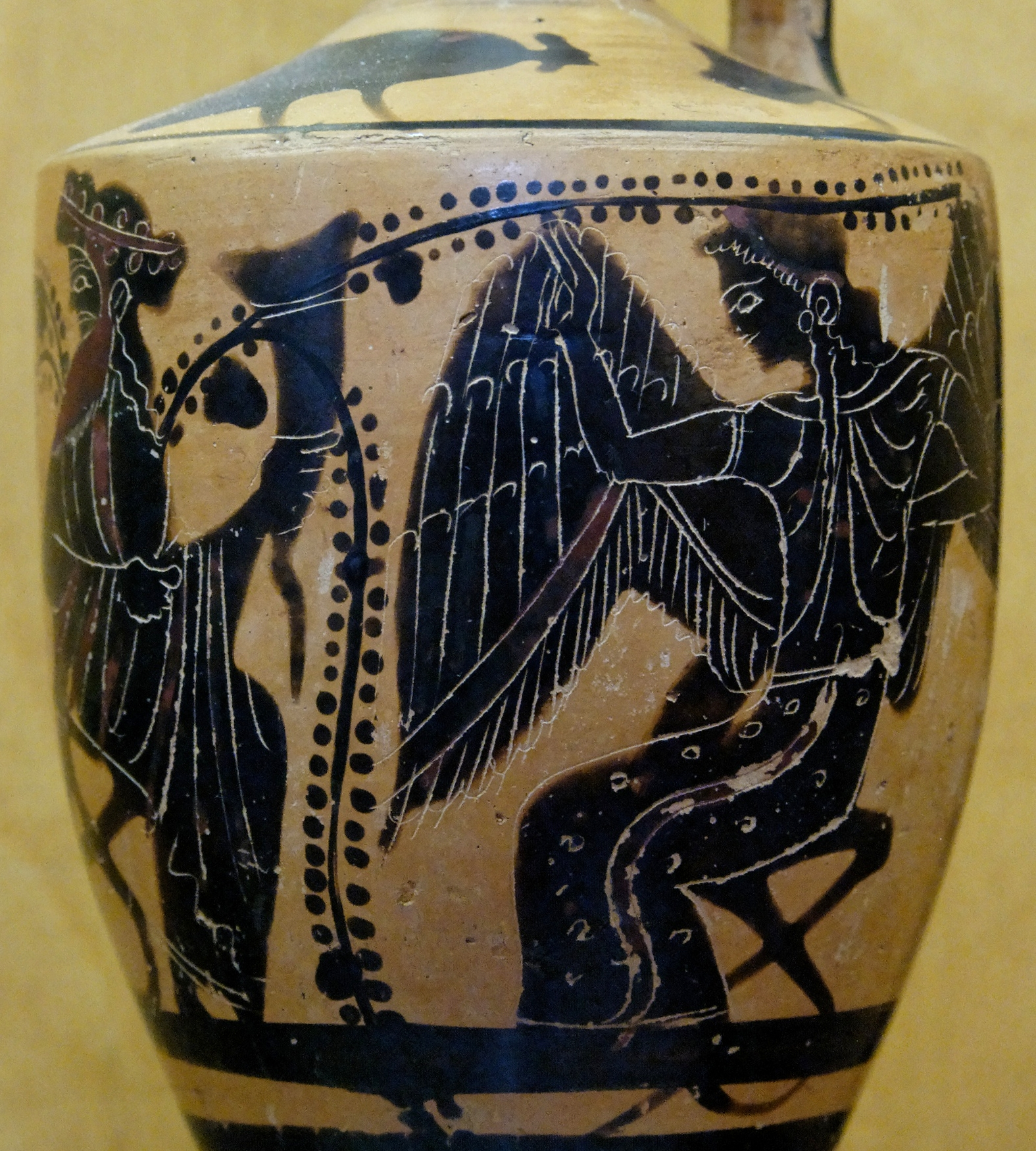
Dionysos (links) zwischen zwei geflügelten Figuren; auf der Schulter der Lekythos der Namensgebende Hahn

Die mit dem Notnamen benannte Hahn-Gruppe (auch Hahnengruppe oder Cock-Gruppe) war eine Gruppe attischer Vasenmaler des Schwarzfigurigen Stils.
Die Hahn-Gruppe war seit dem Ende des 6. bis weit ins 5. Jahrhundert v. Chr. tätig. Sie produzierte eine größere Menge an Lekythen. Diese orientierten sich in der Form an den älteren sich verjüngenden Formen. Der Notname der Gruppe resultiert aus den üblichen Schulterornamenten der Gruppe, den Verzierungen auf dem oberen, sich verjüngenden Teil der Vasen. Diese zeigten neben Efeublättern einen Hahn. Die Qualität der Vasen schwankt beträchtlich, ist aber selten gut oder besser. Auch wenn manchmal Originalität angestrebt wird, präsentiert die Gruppe im Allgemeinen nur uninspirierte Massenware. Die Motive, beispielsweise Medeaköpfe erinnern an gleichzeitige Athene-Köpfe auf Münzen und wirken wie die ebenfalls noch gezeigten Rosetten recht archaisch. Ähnlich wie die Hahn-Gruppe arbeitete die Phanyllis-Gruppe.